# Campertogno
Campertogno (piemontiul: Campertògn) település Olaszországban, Vercelli megyében. Lakosainak száma 218 fő (2023. január 1.). Campertogno Boccioleto, Mollia, Piode, Rassa, Alagna Valsesia és Scopello községekkel határos.

## Népesség
A település népességének változása:
| Lakosok száma | 239  | 241  | 218  |
|               | 2017 | 2018 | 2023 |